# Megalo Box
Megalo Box (メガロボクス Megaro Bokusu?) es una serie de anime creada en 2018 para conmemorar el 50 aniversario del manga Ashita no Joe. Fue producido por el estudio TMS Entertainment y 3xCube, que también produjo el segundo anime de Ashita no Joe en 1980. El jefe de producción fue el director Yō Moriyama, que trabajó con los guionistas Katsuhiko Manabe y Kensaku Kojima, y el artista de hip-hop Mabanua en la composición musical.
La primera temporada fue emitida en Japón del 6 de abril al 29 de junio de 2018 y transmitida simultáneamente en Crunchyroll. luego se estrenó en Netflix con doblaje latino. Su segunda temporada fue emitida del 4 de abril de 2021 al 27 de junio de 2021, con el nombre de "NOMAD" y tiene  lugar 5 años después de los eventos de la primera temporada.

## Personajes
Joe (ジョー Jō?)/Junk Dog (ジャンクドッグ Janku Doggu?)/ Gearless Joe/ Nomad
 Seiyū: Yoshimasa Hosoya

Gansaku Nanbu (南部贋作 Nanbu Gansaku?)
 Seiyū: Shirō Saitō

Sachio (サチオ?)
 Seiyū: Michiyo Murase

Yūri (勇利?)
 Seiyū: Hiroki Yasumoto

Yukiko Shirato (白都ゆき子 Shirato Yukiko?)
 Seiyū: Nanako Mori

Fujimaki (藤巻?)
 Seiyū: Hiroyuki Kinoshita

Tatsumi Leonard Aragaki (タツミ・レナード・アラガキ Tatsumi Renādo Aragaki?)
 Seiyū: Makoto Tamura

Miyagi (宮城?)
 Seiyū: Yōhei Tadano
Mikio Shirato (白都樹生 Shirato Mikio?)
 Seiyū: Tatsuhisa Suzuki

## Medios

### Anime
La serie fue anunciada el 12 de octubre de 2017 a través de un video subido al canal oficial de YouTube de TMS Entertainment. Yō Moriyama, que anteriormente trabajó como diseñador conceptual en Attack on Titan y Kabaneri of the Iron Fortress, se desempeña como director de serie y diseñador conceptual. El tema de apertura es Bite de LEO Imai y el tema de cierre es Kakatte Koi yo (かかってこいよ?) de NakamuraEmi con piezas insertadas interpretadas por el artista de rap COMA-CHI. La serie de 13 episodios fue emitida por TBS,  y se transmitió simultáneamente por Crunchyroll, el lanzamiento japonés de Blu-ray contenía un nuevo anime corto.
Durante el Anime NYC el 16 de noviembre de 2019, el personal anunció que la serie recibirá una segunda temporada. La segunda temporada, titulada Megalo Box 2: Nomad, se emitió del 4 de abril al 27 de junio de 2021 en Tokyo MX y BS11. El personal principal y los miembros del elenco regresaron para retomar sus papeles. Funimation obtuvo la licencia de la segunda temporada fuera de Asia. Tras la adquisición de Crunchyroll por parte de Sony, la serie se trasladó a Crunchyroll obteniendo la licencia de la serie fuera de Asia. La segunda temporada tuvo 13 episodios.

### Manga
Chikara Sakuma lanzó una adaptación al manga del anime Megalo Box titulada Megalo Box - Shukumei no Sōken (メガロボクス 宿命の双拳?) que fue serializada en la revista Shōnen Magazine Edge de Kōdansha del 17 de febrero al 17 de agosto de 2018 con 2 volúmenes publicados.